# José Aureliano de la Guía
José Aureliano de la Guía (Campo de Criptana, Ciudad Real, Castilla-La Mancha, 1963) es un poeta español.
Ha escrito varios libros de poesía, recibiendo múltiples distinciones por su obra, entre las que destaca el Premio Internacional de poesía Juan Alcaide de Valdepeñas (1984) y el Premio Mancha del Certamen Internacional Francisco Quevedo de Villanueva de los Infantes (1993).

## Biografía
Nació en Campo de Criptana en 1963, donde reside. 
Escribe poesía desde niño y con tan solo 18 años obtiene el Premio Nacional de poesía Valentín Arteaga (1981) de Campo de Criptana. Tres años más tarde recibe el Premio Internacional de Poesía Juan Alcaide de Valdepeñas (1984).
En 1991 se licencia en filología hispánica por la Universidad de Castilla-La Mancha. Y en 1993 recibe el Premio Mancha del Certamen Internacional Francisco Quevedo de Villanueva de los Infantes.
José Aureliano de la Guía también ha hecho incursiones en el campo de la prosa. E igualmente ha realizado investigaciones lingüísticas, como la desarrollada en torno a la forma de hablar manchega y criptanense.

## Principales libros publicados
- La contemplada. Colección Juan Alcaide. Ed. Excmo. Ayuntamiento de Valdepeñas. ISBN 84-505-2977-8. Valdepeñas (Ciudad Real). 1986.[1]

- El anacoreta y la dríade. Colección Melibea. Ed. Excmo. Ayuntamiento de Talavera de la Reina. Talavera de la Reina (Toledo). 1987.

- Historia de amor. Antología de joven poesía manchega Poesía en Villacañas. Ed. Valldum. Alcázar de San Juan (Ciudad Real). 1991.

- El Localismo Manchego-Criptano. Ed. Evigraf. Mota del Cuervo (Cuenca). 1993.[2]

- Oh Mancha Mancha. Ed. Excmo. Ayuntamiento de Miguelturra. ISBN 84-606-2128-6. Miguelturra (Ciudad Real). 1994.

- Dragón, el tragón y otros poemas. Ilustraciones en color de Roselino López. Ed. Diputación Provincial de Ciudad Real. ISBN 978-84-7789-227-4. Ciudad Real. 2006.[3]

## Principales distinciones a su obra
- 1981. Primer Premio Nacional de Poesía “Valentín Arteaga”. Campo de Criptana.
- 1984. Primer Premio Nacional de Poesía “Primavera”. Villaverde. Madrid.
- 1984. Primer Premio Internacional de poesía “Juan Alcaide”. Valdepeñas.
- 1984. Primer Premio “Estudios sobre León Felipe y Castilla-La Mancha”. Toledo.
- 1985. Premio de narrativa “Año Internacional de la Juventud”. Herencia.
- 1986. Accésit del Premio Único de poesía “Joaquín Benito de Lucas”. Talavera de la Reina.
- 1990. Premio Nacional de Poesía “Pan de trigo”. La Solana.
- 1991. Premio XIII Certamen de los Juegos Florales. Tobarra.
- 1992. Premio de prosa en el XVII Concurso Literario del Molino de Viento de “La Bella Quiteria”. Munera.
- 1992. Premio de prosa en el XXI Certamen Literario “López Rojas”. Montiel.
- 1992. Premio de narrativa corta en el III Certamen Literario del Área de Servicios Sociales. Socuéllamos.
- 1993. Premio en el III Certamen Poético Nacional de la Asamblea de Cruz Roja. Villarrobledo.
- 1993. Premio “Mancha”. Certamen Internacional “Francisco de Quevedo”. Villanueva de los Infantes.
- 1993. Premio en el XVI Certamen de Poesía “Searus”. Los Palacios. Sevilla.
- 1994. Premio en el I Certamen Literario “Villa del Mayo Manchego”. Pedro Muñoz.